# Карл Лудвиг Мишле
Карл Лудвиг Мишле (Берлин, 4. децембар 1801 — Берлин, 15. децембар 1893) је био немачки филозоф, оснивач Берлинског филозофског друштва 1845. које је континуирано заступало хегелијанизам Немачке и први уредник званичног органа друштва Der Gedanke (1860).

## Биографија
Рођен је 4. децембар 1801. у Берлину, где је похађао гимназију и Хумболт универзитет. Докторирао је филозофију 1824. и постао професор 1829. године, изабраном професијом се бавио до своје смрти. Образован је у Хегеловој доктрини, остао је веран свом раном учењу и провео је живот бранећи и настављајући хегелијанску традицију. Његово прво запажено дело је било System der philosophischen Moral, 1828. године, које развија принципе садржане у његовој инаугурационој дисертацији.
Испитивао је етичке теорије одговорности. Године 1836. је објавио у Паризу расправу о Аристотеловој Metaphysics, написану на француском језику (Examen critique du livre d'Aristote intitulé Metaphysique) и признату од Академије моралних и политичких наука. Написао је и расправе о Аристотелу: Nikomachische Ethik (друго издање, 1848) и Die Ethik des Aristoteles in ihrem Verhältniss zum System der Moral (1827). Своје ставове је излагао у делима Vorlesungen über die Persönlichkeit Gottes und die Unsterblichkeit der Seele, oder die ewige Persönlichkeit des Geistes (1841) и Die Epiphanie der ewigen Persönlichkeit des Gottes (1844—52). Филозофску теологију развијену у њима је описао као „неохришћански спиритуализам”.
Као један од уредника Хегелових дела је 1832—1842. илустровао његов систем у Geschichte der letzten Systeme der Philosophie in Deutschland von Kant bis Hegel (Берлин, 1837—1838), Entwickelungsgeschichte der neuesten Deutschen Philosophie mit besonderer Rücksicht auf den gegenwärtigen Kampf Schelling's mit der Hegelschen Schule (1843) и дисертацији Schelling und Hegel. У Anthropologie und Psychologie (1840) се Мишле разликује у многим од хегелијанских принципа. Међу његовим делима су Eine italienische Reise in Briefen (Берлин, 1856), Die Geschichte der Menschheit in ihrem Entwickelungsgange seit dem Jahre 1775 bis auf die neuesten Zeiten (1859—60), Naturrecht, oder Rechtsphilosophie als die praktische Philosophie (1866), Esquisse de logique (Париз, 1856), Hegel der unwiderlegte Weltphilosoph (1870) и Wahrheit aus meinem Leben (1886). Преминуо је 15. децембра 1893. у Берлину.